# Kot Bhairab
Kot Bhairab (nep. कोत भैरव) – gaun wikas samiti w zachodniej części Nepalu w strefie Seti w dystrykcie Bajhang. Według nepalskiego spisu powszechnego z 2011 roku liczył on 668 gospodarstw domowych i 3495 mieszkańców (1924 kobiety i 1571 mężczyzn).